# Energia eòlica a Suècia

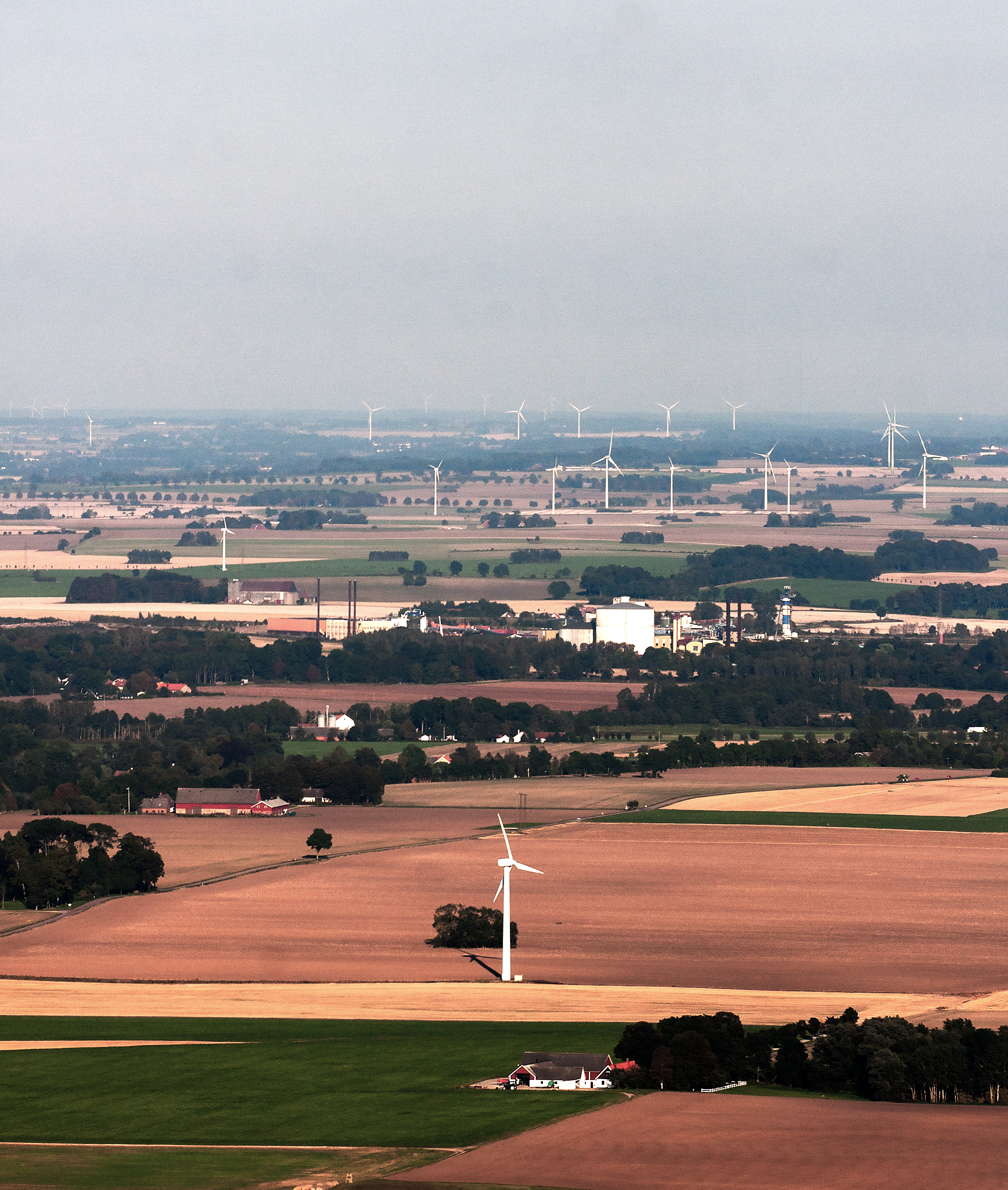
Aerogenerador a Scania, Suècia

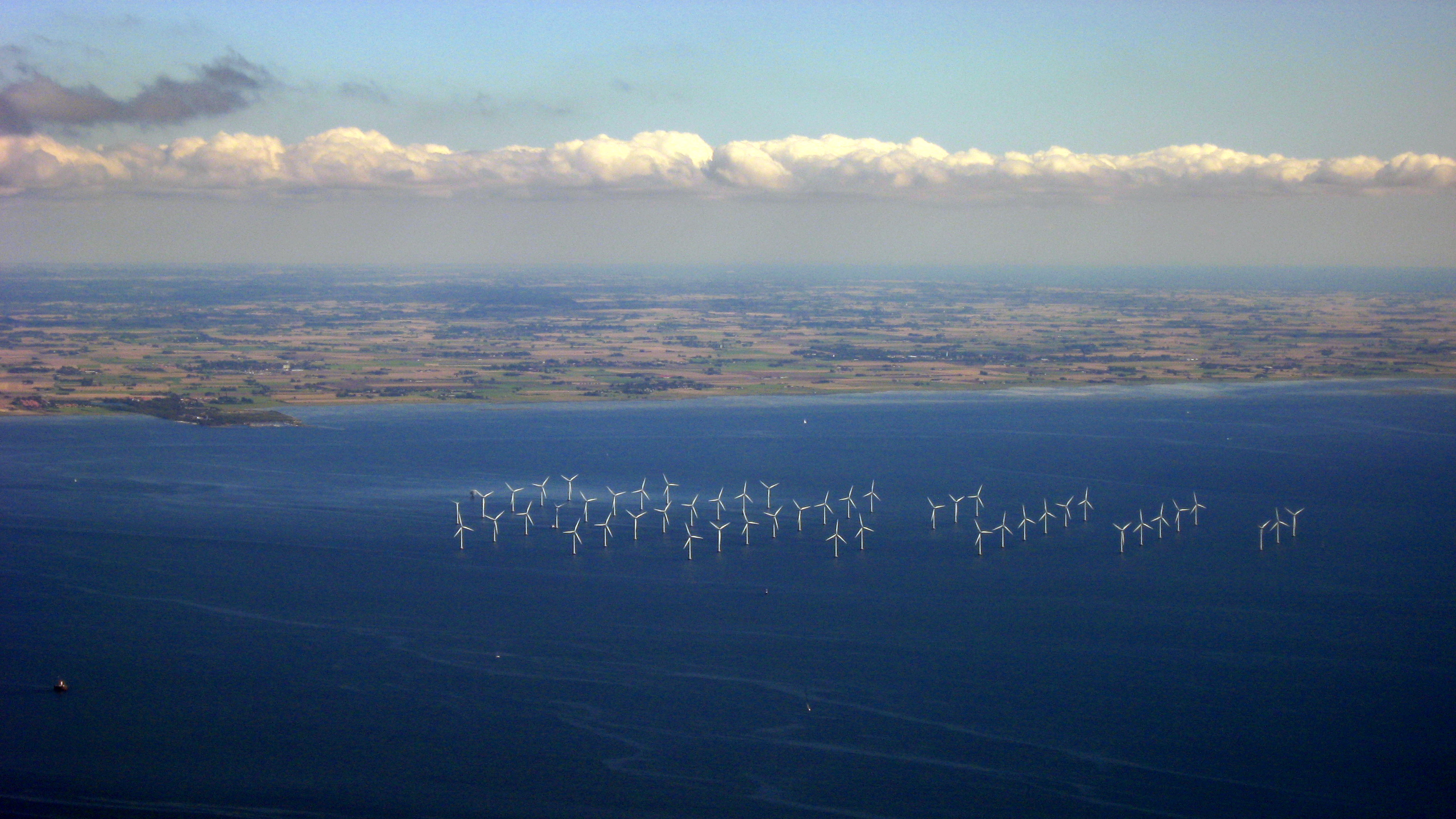
Central eoloelèctrica "Lillgrund" ubicada a Øresund, Suècia

Suècia consumeix aproximadament 150 Quilowatts hora d'electricitat per any, del qual aproximadament 17.5 QW·h (12.4%) va ser generada per instal·laccions de producció d'energia eòlica l'any 2017. En contrast amb el 2.4% produït l'any 2010 i el 0.3% produït l'any 2000.
Segons la previsió oficial de creixement realitzada per l'Associació d'Energia Eòlica Sueca (SWEA) s'estima que la capacitat de generació i emmagatzematge d'energia eòlica al país augmentarà a 12.8 GW l'any 2022 - quasi el doble que la capacitat de l'any 2017: 6.7 GW. Un creixement tant significatiu podria fer que un 20% de l'energia consumida cada any fos exclusivament generada a través d'energia eòlica.

## Estadístiques
| Energia eòlica a Suècia | Energia eòlica a Suècia | Energia eòlica a Suècia | Energia eòlica a Suècia | Energia eòlica a Suècia |
| Any                     | Capacitat (MW)          | Producció (GWh)         | Producció (% d'ús)¹     |                         |
| ----------------------- | ----------------------- | ----------------------- | ----------------------- | ----------------------- |
| 2000                    | 241                     | 447                     | 0.3%                    |                         |
| 2001                    | 295                     | 482                     | 0.3%                    |                         |
| 2002                    | 345                     | 608                     | 0.4%                    |                         |
| 2003                    | 404                     | 679                     | 0.5%                    |                         |
| 2004                    | 452                     | 850                     | 0.6%                    |                         |
| 2005                    | 493                     | 949                     | 0.6%                    |                         |
| 2006                    | 583                     | 988                     | 0.7%                    |                         |
| 2007                    | 832                     | 1,432                   | 1.0%                    |                         |
| 2008                    | 1,085                   | 1,996                   | 1.4%                    |                         |
| 2009                    | 1,444                   | 2,485                   | 1.8%                    |                         |
| 2010                    | 2,004                   | 3,502                   | 2.4%                    |                         |
| 2011                    | 2,769                   | 6,101                   | 4.3%                    |                         |
| 2012                    | 3,582                   | 7,165                   | 5.0%                    |                         |
| 2013                    | 4,469                   | 9,842                   | 7.1%                    |                         |
| 2014                    | 5,519                   | 11,234                  | 8.4%                    |                         |
| 2015                    | 6,025                   | 16,268                  | 11.9%                   |                         |
| 2016                    | 6,519                   | 15,479                  | 11.0%                   |                         |
| 2017                    | 6,691                   | 17,609                  | 12.4%                   |                         |

¹ Excloent exportacions

## Desenvolupaments futurs
La companyia sueca de papereria i pqueteria Svenska Cellulosa Aktiebolaget i la elèctrica noruega Statkraft invertiran un total de 16 bilions en corones sueques (1.73 € bilions; EUA S2.4$ bilions) en un projecte que instal·larà un total de 400 aerogeneradors en set parcs eòlics als comptats de Jämtland i Västernorrland. L'acord preveu que Statkraft proporcioni el finançament i SCA el terreny. S'espera que els resultats obtinguts d'aquest projecte siguin els següents:
"... la inversió en producció d'energia implicaria una producció de 2,800 gigawatt hores, o GWh, d'electricitat, corresponent a entre un dos i tres per cent de la producció d'electricitat a Suècia per any."

El futur Parc eòlic de Markbygden serà una sèrie de centrals de producció d'energia eòlica al comtat de Norrbotten. El projecte es construirà l'any 2020, i tindrà una capacitat de producció de fins a 4 GW. Si finalment es construeix tal com està previst, la seva inversió de 55 bilions de corones (5.1 € bilions, ENS6.9$ bilions) el convertirà en el projecte de parc eòlica granja més gran d'Europa. La instal·lació ocuparà un total de 450 quilòmetres quadrats, compost per aproximadament uns 1,100 aerogeneradors, i amb una previsió de producció de fins a 12 TW·h d'electricitat per any (i.e. una capacitat mitjana de fins a 1.4 GW).

## Controvèrsia
Però la expansió de la indústria de producció d'energia eòlica a Suècia també compta amb certa oposició. L'Associació per la Protecció del Paisatge suec és el major opositor als diversos projectes. La seva presidenta en va justificar la seva detracció de la següent forma:
| «                                                   | Crec que cada cop és més evident que amb l'energia nuclear i hidroelèctrica que hi ha actualment a Suècia, el rol de l'energia eòlica és marginal i principalment només es construeix per "seguir la moda". No pot contribuir de manera significativa ni a la capacitat de generació total ni a un transport segur de l'energia. I és cara. | » |
| — Elisabeth von Brömsen, Public radio SR, Març 2011 | |   |